# Markus Freiwald
Markus « Makka » Freiwald est un batteur et ingénieur du son allemand. 
Il rejoint le groupe de thrash metal Despair à l'âge de seize ans et joue sur tous les enregistrements à l'exception de la démo Surviving You Always sortie un peu avant son arrivée. Il fait connaissance avec des musiciens allemands plus âgés que lui dont le guitariste Bernd Kost de Crows ou Tom Angelripper de Sodom. Il n'a donc que dix-sept ans quand sort l'album History of Hate sur Century Media Records. Ce label vient alors d'être fondé par Robert Kampf, le chanteur de Despair. Les albums du groupe sont produits par leur guitariste Waldemar Sorychta. L'aventure Despair prend fin en 1993 et le guitariste poursuit alors une prolifique carrière de producteur musical, souvent associée à Century Media. Le groupe est réactivé en 2017 avec Sorychta et Freiwald comme seuls membres d'origine.
Après Despair, Markus Freiwald rejoint quelques groupes comme Flaming Anger, Everflow et Voodoocult. Ce dernier est en fait un supergroupe monté par un musicien nommé par Phillip Boa, leader de Phillip Boa & The Voodooclub. Markus joue ainsi sur le second album du groupe en compagnie de Jim Martin de Faith No More, Gabby Abularach de Cro-Mags et Dave Ball de Killing Joke. Il succède ainsi à nul autre que Dave Lombardo de Slayer, qui joue sur l'album Jesus Killing Machine en compagnie d'un autre membre de Grip Inc., Waldemar Sorychta. Ses liens avec ses anciens collègues de Despair l'amènent à jouer comme batteur de session, que ce soit sur scène ou en studio, avec des groupes de Century Media. Il se retrouve à quelques occasions derrière les manettes. Il joue aussi avec Kreator sur la tournée européenne d'Endorama en 1999 en remplacement de Ventor susceptible d'à nouveau quitter le groupe.
En 2010, Bernneman contacte Markus. Le batteur Bobby Schottkowski vient de quitter Sodom, jugeant que ses rapports avec Tom Angelripper se sont trop dégradés pour continuer.  L'arrivée des deux anciens membres de Crow en 1996 avait fait du groupe un solide trio d'amis et de collaborateurs alors que les nombreux changements de musiciens des quinze premières années montrent « qu'il y a vraiment eu des trous-du-cul dans Sodom ». Markus Freiwald de devenir le quatrième batteur de Sodom  sous le pseudonyme de Makka. Le groupe arrive ainsi à maintenir son fort esprit d'équipe. Tom Angelripper annonce la fin de ce trio en janvier 2018. Le chanteur-bassiste dit alors craindre une stagnation artistique et sent le besoin d'un renouvellement. Sodom devient officiellement un quatuor quelques semaines plus tard. Makka se voit ainsi remplacé par Stefan Hüskens, batteur de longue date de Desaster et membre d'Asphyx depuis 2014.
Il joue sur des caisses Tama et des cymbales Meinl.